# Lingesluis

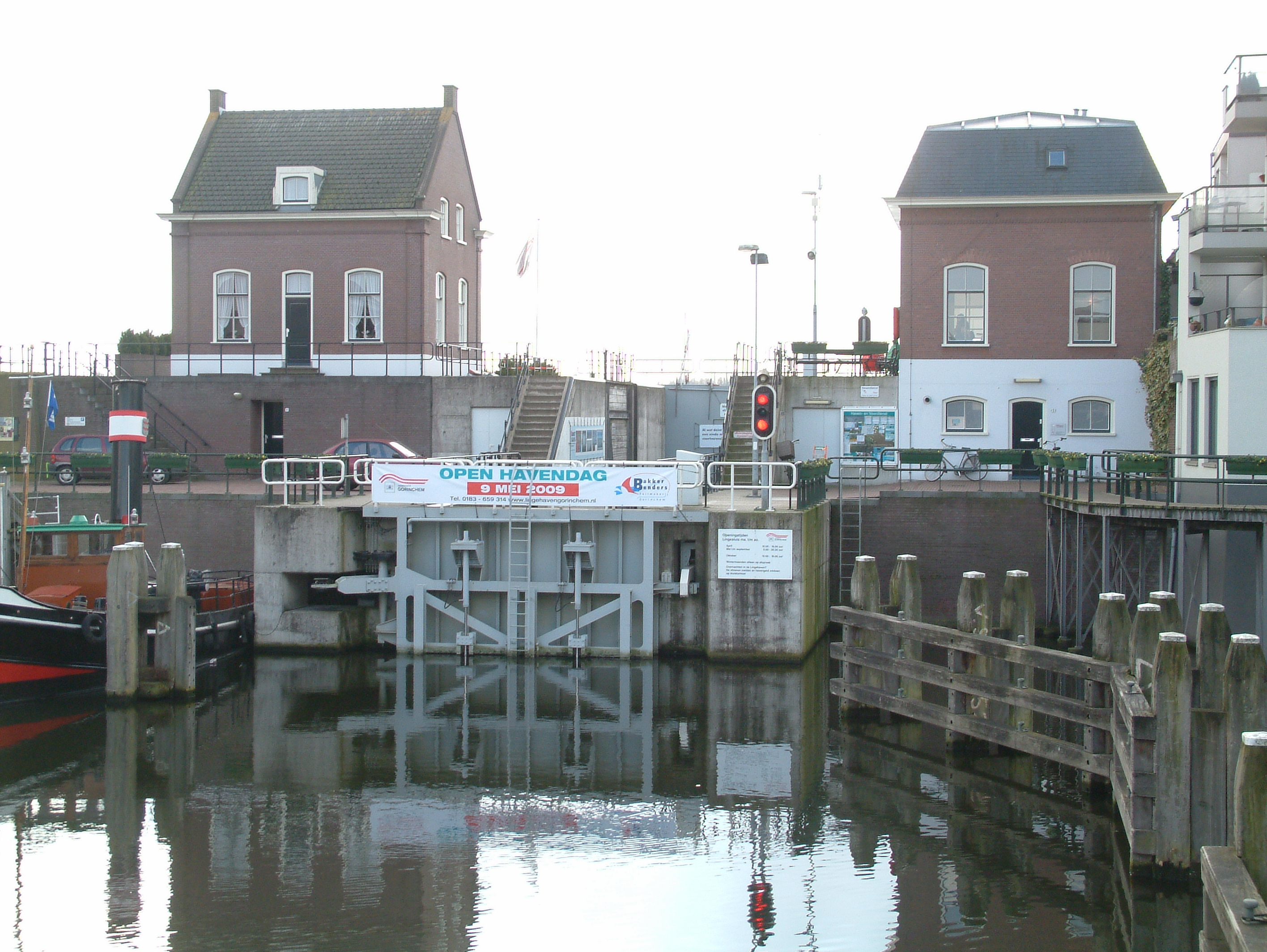
Lingesluis Binnenkant

De Lingesluis is een schutsluis met enkelvoudige sluisdeuren tussen de Boven Merwede bij kilometerraai 954,6 en de Lingehaven. De sluis ligt in de gemeente Gorinchem, in de Nederlandse provincie Zuid-Holland. De vaarweg is CEMT-klasse 0. De sluis werd woensdag 18 mei 1988 officieel geopend door prinses Margriet.
De schutkolklengte is 32,00 m en de wijdte is 4,50 m. De minste drempeldiepte is aan beide zijden NAP -1,70 m of KP -2,50 m. Er is geen brug over de sluis, maar over de gesloten sluisdeuren mag gelopen worden.
De sluis is (nog) niet via de marifoon aan te roepen.
Aan de westzijde van de sluis ligt een restaurant. De voorhaven aan de buitenkant wordt gebruikt door de veerdienst op Sleeuwijk en Woudrichem en voor grote passagiersschepen. De haven aan de binnenkant door passanten.

## Foto's

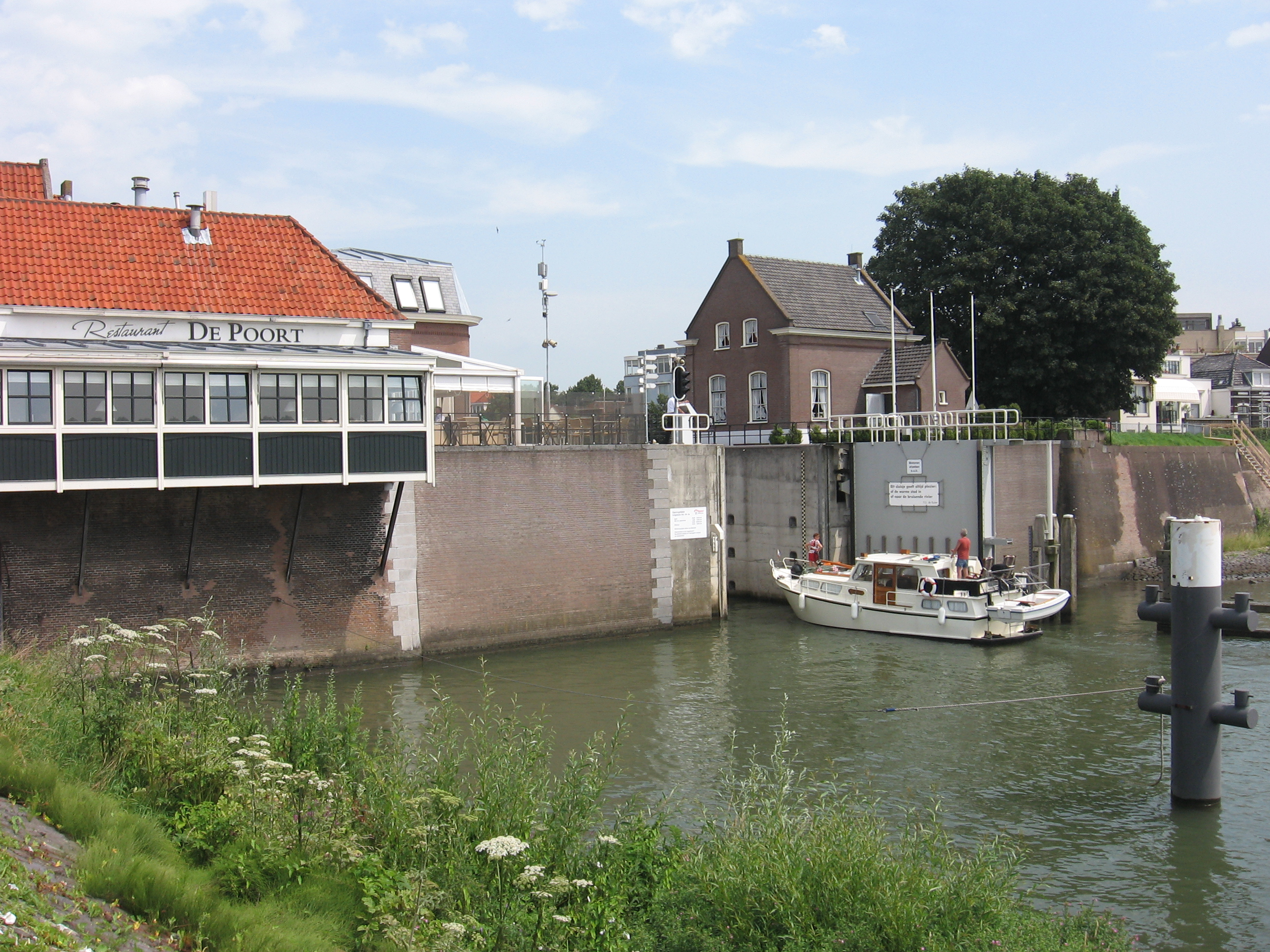
Lingesluis Buitenkant
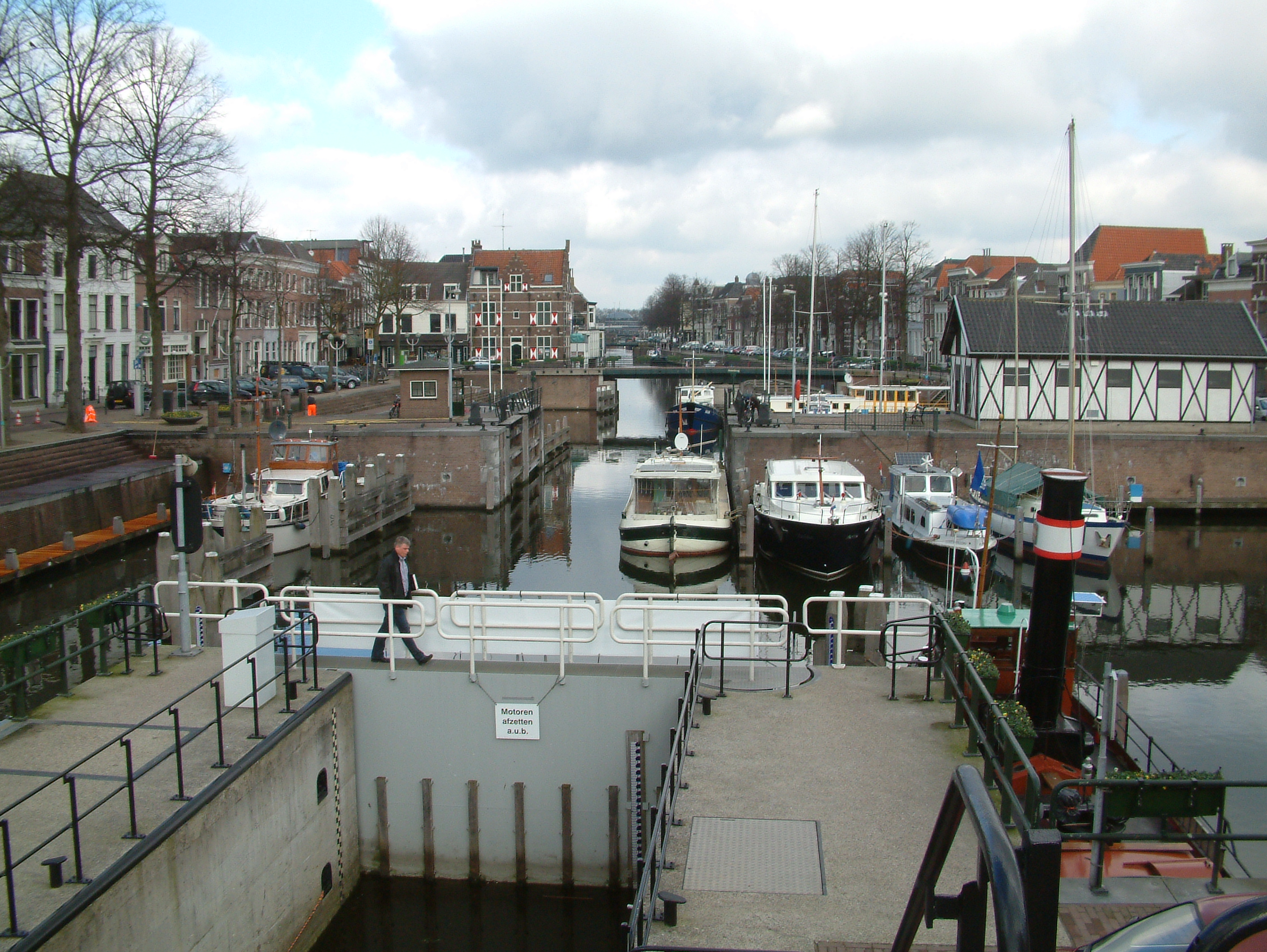
Lingesluis Voorhaven Binnenkant
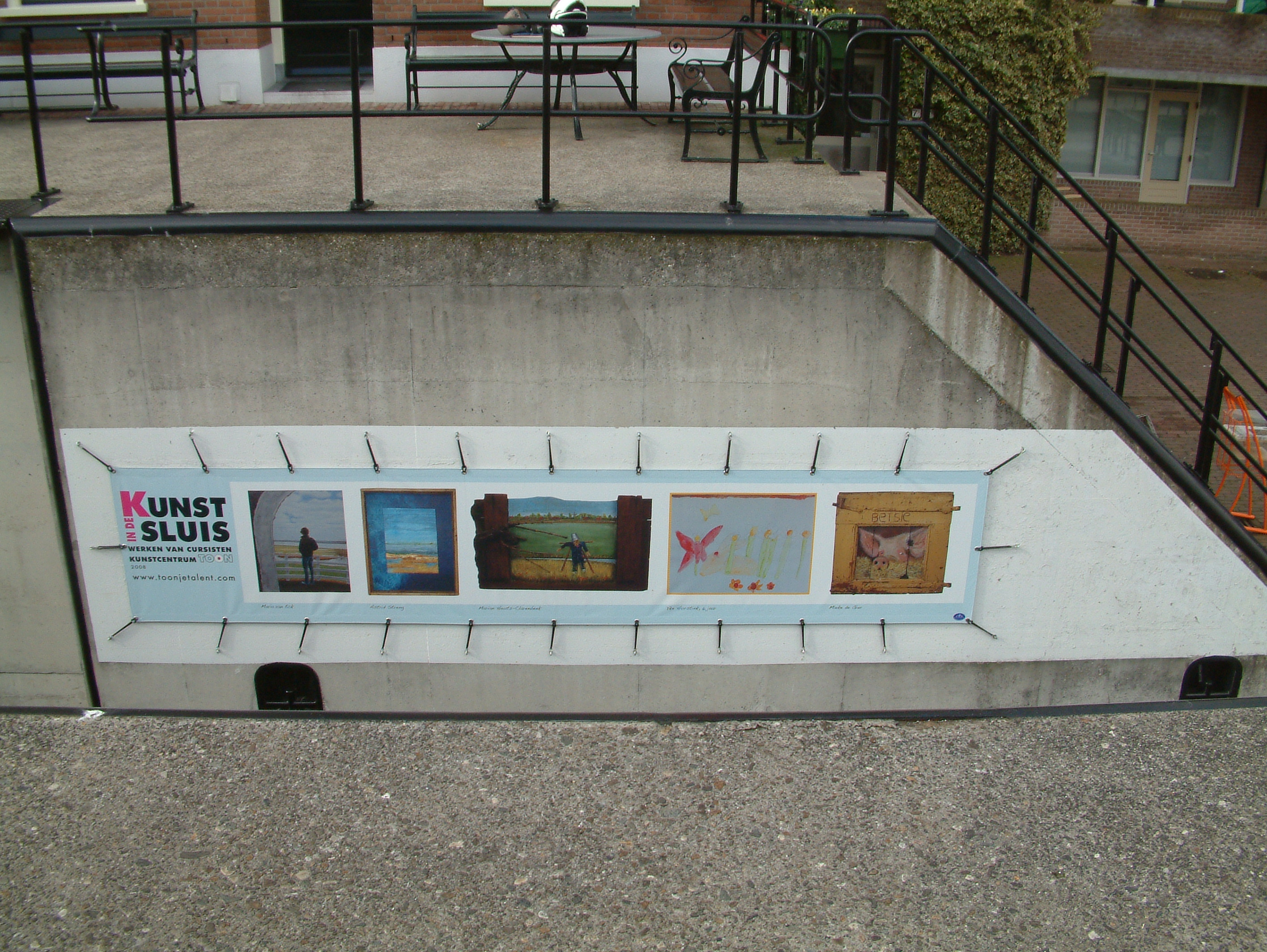
Kunst in de sluis